# Adam Biedroń-Kalinowski
Adam Biedroń-Kalinowski (ur. 13 sierpnia 1898 w Krakowie, zm. 1970 w Łodzi) – polski działacz niepodległościowy, pułkownik pożarnictwa, oficer rezerwy Wojska Polskiego, komendant Warszawskiej Straży Ogniowej.

## Życiorys
Urodził się 13 sierpnia 1898 w Krakowie, w rodzinie Antoniego.
4 września 1914 wstąpił do Legionów Polskich. Od 15 lipca 1915 walczył na froncie wschodnim I wojny światowej w szeregach 4 pułku piechoty. Początkowo był sekcyjnym w 9. kompanii III batalionu, a później w 8. kompanii II batalionu. Ranny, od  12 sierpnia do 23 listopada 1915 był pacjentem Domu Rekonwalescentów w Kamieńsku. 27 marca 1916 awansowany na sierżanta. 19 kwietnia 1916 był odnotowany w komendzie 4 pp. Wiosną 1917 został wymieniony we wniosku o odznaczenie austriackim Krzyżem Wojskowym Karola.
W 1922, w stopniu porucznika rezerwy, posiadał przydział do 7 pułku piechoty Legionów w Chełmie. 8 stycznia 1924 został zatwierdzony w stopniu porucznika ze starszeństwem z 1 czerwca 1919 i 3499. lokatą w korpusie oficerów rezerwy piechoty. Był wówczas przydzielony w rezerwie do 25 pułku piechoty w Piotrkowie. Później, w tym samym stopniu, został przeniesiony do korpusu oficerów taborowych i przydzielony do 5 dywizjonu taborów w Krakowie.
W 1922 rozpoczął służbę w Ochotniczej Straży Pożarnej w Radomsku jako zastępca naczelnika i po odbyciu kursu dla instruktorów pożarnictwa pracował jako inspektor w Związku Straży Pożarnych województwa krakowskiego. W latach 1937–39 był komendantem Ochotniczej Straży Pożarnej w Łodzi.
W latach 1941–44 był komendantem Warszawskiej Straży Ogniowej oraz od 1941 organizował i początkowo kierował Centralną Szkołą Pożarniczą w Warszawie.
Po wojnie w latach 1945-50 był komendantem Zawodowej Straży Pożarnej w Łodzi. Od 1950 pracował w Komendzie Głównej Straży Pożarnej jako doradca komendanta głównego i członek sztabu KGSP. W latach 1954–57 z powodu zarzutów politycznych - nieuzasadnionych, został zwolniony z Komendy Głównej i pracował w łódzkiej Wytwórni Filmów Fabularnych jako referent ds przeciwpożarowych.
W 1957 podjął ponownie pracę w Komendzie Głównej jako szef Wydziału Szkolenia Zawodowego. W 1960 przeszedł na emeryturę. Zmarł w listopadzie 1970 w Łodzi.

## Ordery i odznaczenia
- Krzyż Srebrny Orderu Wojennego Virtuti Militari[2]
- Krzyż Niepodległości – 13 września 1933 „za pracę w dziele odzyskania niepodległości”[13][14][15]
- Krzyż Kawalerski Orderu Odrodzenia Polski[2]
- Krzyż Zasługi za Dzielność[2]
- Złoty Krzyż Zasługi[2]